# Autovía 17 de Octubre
La Autovía de Güer Aike - Río Gallegos es una autovía argentina perteneciente a la Red de Carreteras del Estado que comienza en el paraje Güer Aike y finaliza en Río Gallegos a través de la RN 3. 

## Generalidades
La autovía tiene una distancia de 25 km totalmente asfaltados, une la Avda. San Martín con todos los barrios periféricos de la ciudad, con un enorme caudal de vehículos por hora, esta doble trocha es protagonista de innumerables accidentes automovilísticos, ya que tiene una velocidad máxima permitida de 60 km/h.
Fue ideada para facilitar el tránsito, desde su inauguración la autovía ha sido motivo de elogios y de críticas. Es una obra de enormes dimensiones, con una fuerte inversión por parte del estado nacional.[cita requerida]